# خطیب (عربستان)
خطیب یک منطقهٔ مسکونی در عربستان سعودی است که در استان جازان واقع شده است.